# Старогрчка скулптура
Скулптура античке Грчке је најважнија сачувана врста фине античке грчке уметности јер, са изузетком осликане старогрчке грнчарије, готово ниједан предмет старогрчке уметности није преживео. Модерна наука идентификује три главне фазе у монументалној скулптури у бронзи и камену: архајску (од око 650. до 480. п. н. е.), класичну (480. до 323.) и хеленистичку фазу. У свим периодима постојао је велики број грчких фигурица од теракоте и малих скулптура у металу и другим материјалима.
Грци су врло рано одлучили да је људски облик најважнији предмет за уметничка изражавања. Пошто су њихови богови имали људски облик, у уметности је постојала мала разлика између светог и секуларног — људско тело је било и световно и свето. Мушки акт Аполона или Херакла имао је само мале разлике у третману у односу на једног од олимпијских шампиона у боксу те године. Статуа, првобитно појединачна, али у хеленистичком периоду често у групама, била је доминантна форма, мада су били важни и рељефи.

## Материјали
До класичног периода, отприлике у 5. и 4. веку, монументална скулптура је скоро у потпуности прављена од мермера или бронзе; са ливеном бронзом која је постала омиљена за велика дела почетком 5. века; многи делови скулптуре познати само у мермерним копијама направљени за римско тржиште првобитно су направљени у бронзи. Мањи радови су били од великог броја материјала, многи од њих су били драгоцени, са веома великом производњом фигурица од теракоте. Територије античке Грчке, осим Сицилије и јужне Италије, садржавале су обилне залихе финог мермера, од којих су пентелски и паријски мермер били најцењенији. Руде за бронзу су такође биле релативно лако доступне.
И мермер и бронза се лако формирају и веома су издржљиви; мада је у већини древних култура без сумње постојала и традиција скулптуре у дрвету о којој знамо врло мало, осим акролитских скулптура, обично великих, са главом и телом од мермера, али одевним деловима у дрвету. Врло мало оригиналних бронзаних предмета је преживело, иако је последњих година поморска археологија додала неколико спектакуларних налаза, попут бронзаног Посејдона са Артемисиона и Ратника са Ријаса, који су значајно проширили савремено сазнање. Многе копије римског периода су мермерне верзије дела првобитно изливених у бронзи. Обичан кречњак је коришћен у архајском периоду, али након тога, осим у областима модерне Италије где није било локалног мермера, само за архитектонску скулптуру и декорацију. Гипс или штуко се понекад користио само за косу.
Хризелефантинске скулптуре, коришћене за храмске култне слике и луксузне радове, користиле су злато, најчешће у облику листова и слоновачу за све или неке делове (лица и руке) фигуре, а вероватно и драгуље и друге материјале, али су биле много ређе, и само су сачувани фрагменти. Многе статуе су добиле накит, што се види по отворима за причвршћивање, а држали су оружје или друге предмете од различитих материјала.

## Сликање скулптуре
Старогрчке скулптуре су првобитно биле обојене светлим бојама; данас изгледају само беле јер су се оригинални пигменти оштетили. Референце на сликане скулптуре налазе се у читавој класичној литератури, укључујући Еурипидову Хелену у којој истоимени лик јадикује: „Кад бих само могао да одбацим своју лепоту и претпоставим ружнији аспект/начин на који бисте обрисали боју статуа."  Неке добро очуване статуе још увек имају трагове своје првобитне боје  и археолози могу да реконструишу како су првобитно изгледале.

## Развој грчке скулптуре

### Геометријски период
Уобичајено се сматра да је најранија инкарнација грчке скулптуре била у облику дрвених или култних статуа од слоноваче, које је Паусанија први описао као ксоане. Такве статуе нису сачуване, а њихови описи су нејасни, упркос чињеници да су вероватно били објекти поштовања стотинама година. Први комад грчке статуе који је поново састављен од тада је вероватно Лефканди кентаур, скулптура од теракоте пронађена на острву Еубеја, датирана у 920. п. н. е. Статуа је прављена у деловима, пре него што је раздвојена и сахрањена у две одвојене гробнице. Кентаур има обележје на колену, што је навело истраживаче да претпоставе  да би статуа могла да приказује Хирона, који вероватно клечи рањен Херакловом стрелом. Ако је тако, то би био најранији познати приказ мита у историји грчке скулптуре.
Облици из геометријског периода (око 900 до 700. п. н. е.) биле су углавном фигурице од теракоте, бронзе и слоноваче. Бронзане су углавном котлићи са троношцима и самостојеће фигуре или групе. Такве посуде су прављене техником истопљеног воска која је вероватно уведена из Сирије, и скоро све заветне понуде остављене у панхеленским светилиштима хеленистичке цивилизације Олимпије, Делоса и Делфа, иако су вероватно произведене негде другде, јер бројни локални стилови могу бити идентификовани по налазима из Атине, Аргоса и Спарте. Типична дела тог доба укључују ратника Кардице и многе коњичке статуете. Репертоар ових бронзаних дела није ограничен само на стојеће људе и коње, пошто слике на вазама тог времена такође приказују слике јелена, птица, буба, зечева, грифона и лавова. Нема натписа на геометријској скулптури од раног до средњег периода, све до појаве Мантиклосовог „Аполона“ с почетка 7. века п. н. е. пронађеног у Теби. Фигура представља стојећег човека са псеудо-дедалном формом, испод које се налази хексаметарски натпис. Осим новине у бележењу, ова скулптура усваја формуле оријенталних бронзаних предмета, што се види у краћем троугластијем лицу и благо напред помереној левој нози. Ово се понекад посматра као предвиђање веће изражајне слободе 7 века п. н. е. и, као таква, фигура Мантиклоса се у неким круговима назива прото-дедалском.

### Архајски период
Инспирисани монументалном каменом скулптуром старог Египта  и Месопотамије, Грци су поново почели да резбаре камен. Слободно стојеће фигуре деле чврстину и фронтални став карактеристичне за источњачке моделе, али су њихове форме динамичније од оних у египатској скулптури, као на пример Дама од Оксера и Торзо Хере (рани архајски период, око 660-580 п. н. е, обе у Лувру, Париз). После око 575. п. н. е, фигуре попут ових, и мушке и женске, почеле су да носе такозвани архајски осмех. Овај израз, који није посебно прикладан за приказану особу или ситуацију, можда је био средство да се фигурама да посебна људска карактеристика.
Преовлађивале су три врсте фигура — стојећи голи младић (курос), стојећа обучена девојка (кора) и жена која седи. Сви истичу и генерализују битне карактеристике људске фигуре и показују све тачније разумевање људске анатомије. Младићи су били или гробне или заветне статуе. Примери су Аполо (Метрополитен музеј уметности, Њујорк), рано дело; Аполон из Анафија (Британски музеј), много касније дело; и Анависос курос (Национални археолошки музеј Атине). На овој статуи је видљиво више мускулатуре и скелетне структуре него у ранијим радовима. Стојеће, плаштом огрнуте девојке имају широк спектар израза, као на скулптурама у Музеју Акропоља у Атини. Њихов огртач је резбарен и осликан са деликатношћу и педантношћу уобичајеном у детаљима скулптуре овог периода.
Грци су стога врло рано одлучили да је људски облик најважнији предмет за уметничка изражавања. С обзиром на то да њихови богови имају људски облик, у уметности није постојала разлика између светог и секуларног – људско тело је било и световно и свето. Мушки акт без икаквих додатака као што су лук или штап, могао би лако бити Аполон или Херакле као и и олимпијски шампион у боксу те године. У архаичном периоду најважнији скулптурални облик био је курос. Коре су такође биле уобичајене; грчка уметност није представљала женску голотињу (осим ако је намера била порнографска) све до 4 века п. н. е.

Као и код грнчарије, Грци нису производили скулптуре само за уметничко приказивање. Статуе су наручивали или аристократски појединци или држава, и коришћене су за јавна спомен-обележја, као приноси храмовима, пророчиштима и светиштима (као што често показују натписи на статуама), или као обележја за гробове. Све статуе у архајском периоду нису имале за циљ да представљају одређене појединце. Били су то прикази идеала — лепоте, побожности, части или жртве. То су увек били прикази младића, узраста од адолесценције до ране зрелости, чак и када су стављени на гробове (вероватно) старијих грађана. Куроси су сви били стилски слични. Градације у друштвеном статусу особе која је наручила статуу су биле назначене величином, а не уметничким иновацијама.
- Курос, око 600 п. н. е, Атина, Музеј Керамеикос
- Теленоша, око 570 п. н. е, Атина, Музеј Акропоља
- Фрасиклеија кора, око 550 п. н. е, Атина, Национални археолошки музеј Атине
- Пеплос кора, око 530 п. н. е, Атина, Музеј Акропоља
- Фриз Сифнијске ризнице, Делфи, са приказом Гигантомахије, око 525. п. н. е, Археолошки музеј Делфи
- Еутидикос кора око 490 п. н. е, Атина, ауторизована реплика, оригинал у Националном археолошком музеју Атине
- Глава Етиопљана и женска глава, са натписом калос. Атички грчки јаниформ црвено-фигурални арибалос, око 520–510. п. н. е.

### Класични период
У класичном периоду дошло је до револуције грчке скулптуре, коју историчари понекад повезују са популарном културом која је окруживала увођење демократије и крај аристократске културе повезане са куросима. Дошло је до промена у стилу и функцији скулптуре, заједно са драматичним повећањем техничке вештине грчких вајара у приказивању реалистичних људских облика. Позе су такође постале природније, нарочито на почетку периода. Ово је отелотворено у делима као што су Дечак Критиос (480. п. н. е.), извајан најранијим познатим коришћењем контрапоста, и Кочијаш из Делфа (474. п. н. е.), који показује прелазак на натуралистичкију скулптуру. Отприлике 500. године п. н. е, грчке статуе су све више почеле да приказују стварне људе, за разлику од нејасних интерпретација митова или потпуно измишљених заветних статуа, иако се стил у којем су биле представљене још није развио у реалистичну форму портрета. Статуе Хармодија и Аристогеитона, постављене у Атини, означавају свргавање аристократске тираније и за њих се каже да су први јавни споменици који приказују стварне појединце.
У класичном периоду такође је дошло до повећања употребе статуа и скулптура као украса зграда. Карактеристични храмови класичног доба, као што су Партенон у Атини и Зевсов храм у Олимпији, користили су рељефну скулптуру за украсне фризове, а скулптуру у кругу да би испунили троугласта поља забата. Тежак естетски и технички изазов подстакао је ауторе на путу скулптуралне иновације. Већина ових дела преживела је само у фрагментима, на пример Мермер Партенона, од којих се отприлике половина налази у Британском музеју.
Погребна статуа је еволуирала током овог периода од крутих и безличних куроса из архајског периода до веома личних породичних група класичног периода. Ови споменици се обично налазе у предграђима Атине, која су у античко доба била гробља на периферији града. Иако неки од њих приказују „идеалне“ типове — ожалошћену мајку, послушног сина — све више су приказивали стварне људе, обично приказујући покојника како се достојанствено одваја од породице. Ово је значајно повећање нивоа емоција у односу на архајску и геометријску еру.
Још једна значајна промена је пораст заслуга уметника у скулптури. Целокупни подаци познати о скулптури у архајском и геометријском периоду усредсређени су на сама дела, а ретко на вајаре. Примери укључују Фидија, за кога се зна да је надгледао дизајн и изградњу Партенона, и Пракситела, чије су голе женске скулптуре биле прве које су се сматрале уметнички угледним. Праксителова Афродита из Книда, која је сачувана у копијама, често је спомињана и хваљена од стране Плинија Старијег.
За Лизистрата се каже да је био први који је користио гипсане калупе узете од живих људи за израду портрета техником изгубљеног воска, а такође је развио технику ливења од постојећих статуа. Потицао је из породице вајара, а његов брат Лисип из Сикиона направио је хиљаду и пет стотина статуа у својој каријери.
Статуа Зевса у Олимпији и Статуа Атене Партенос (и хризелефантинска и изведена од стране Фидија или под његовим руководством, а сматра се највећом од класичних скулптура), изгубљене су, иако мање копије (у другим материјалима) и добри описи од оба дела и даље постоје. Њихова величина и величанственост подстакли су ривале да их заплене у византијском периоду, и оба су пребачена у Цариград, где су касније уништена.
- Младић, око 480. п. н. е. Музеј Акропоља, Атина
- Копија Поликлитусовог Диадуменоса, Национални археолошки музеј, Атина
- Тзв. Aphrodite Braschi, према заветној статуи Пракситела у Книду, Глиптотека Минхен
- Породична група на гробном обележју из Атине, Национални археолошки музеј, Атина
- Маратонац, бронзана статуа из 4. века пре нове ере, вероватно Праксителова, Национални археолошки музеј, Атина.
- Хермес, могуће од Лисипа, Национални археолошки музеј, Атина.
- Ваза од теракоте у облику Дионисове главе, око 410. п. н. е.; изложена у Музеју античке Агоре у Атини, смештен у Стои Аталус
- Керамичка посуда, Афродита унутар шкољке; из Атике, класична Грчка, откривено на гробљу Фанагорија, полуострво Таман, јужна Русија, почетак 4. века пре нове ере, Музеј Ермитаж, Санкт Петербург.
- Атински коњаник Дексилеј у борби против голог хоплита у Коринтском рату. 394-393. п. н. е.

### Хеленистички период
Прелаз из класичног у хеленистички период догодио се током 4. века п. н. е. Грчка уметност је постајала све разноврснија, под утицајем култура народа увучених у грчку орбиту, освајањима Александра Великог (336. до 323. п. н. е.). По мишљењу неких историчара уметности, ово се описује као пад квалитета и оригиналности; међутим, појединци тог времена можда нису делили ово гледиште. Многе скулптуре које су се раније сматрале класичним ремек-делима сада су сврстане у хеленистичко доба. Техничке способности хеленистичких вајара су јасно видљиве у великим делима као што су Ника са Самотраке и Пергамски жртвеник. Нови центри грчке културе, посебно у скулптури, развили су се у Александрији, Антиохији, Пергаму и другим градовима. До 2. века пре нове ере, растућа моћ Рима је такође апсорбовала велики део грчке традиције — као и све већи део њених производа.
Током овог периода, скулптура је поново доживела помак ка растућем натурализму. Обични људи, жене, деца, животиње и домаћи призори постали су прихватљиви субјекти за скулптуру, коју су богате породице наручивале за украшавање својих домова и башта. Настајале су реалистичне фигуре мушкараца и жена свих узраста, а вајари више нису осећали обавезу да приказују људе као идеале лепоте или физичког савршенства. У исто време, нови хеленистички градови који су никли у Египту, Сирији и Анадолији захтевали су статуе које приказују богове и хероје Грчке за њихове храмове и јавна места. То је скулптуру, попут грнчарије, учинило индустријом, са последичном стандардизацијом и (донекле) снижавањем квалитета. Из ових разлога, више хеленистичких статуа је преживело до данас од оних из класичног периода.
Упоредо са природним померањем ка натурализму, дошло је и до промене у изразу скулптура. Скулптуре су почеле да изражавају више снаге и енергије током овог периода. Једноставан начин да се уочи промена у изразима током хеленистичког периода био би упоредити их са скулптурама из класичног периода. Класични период је имао скулптуре као што је Делфски кочијаш које изражавају понизност. Међутим, на скулптурама хеленистичког периода се виде већи изрази моћи и енергије, као што је приказано на Џокеју са Артемисиона.
Неке од најпознатијих хеленистичких скулптура су Ника са Самотраке (2. или 1. век п. н. е.), статуа Афродите са острва Милос позната као Милоска Венера (средина 2. века п. н. е.), Умирући гладијатор (око 230. п. н. е.), и монументална група Лаокоон и његови синови (касни 1. век п. н. е.). Све ове статуе приказују класичне теме, али њихов третман је далеко сензуалнији и емотивнији него што би строги укус класичног периода или његове техничке вештине дозвољавале. Хеленистичка скулптура је такође била обележена повећањем обима, што је кулминирало у Колосу са Родоса (крајем 3. века), за који се сматра да је био отприлике исте величине као Кип слободе. Комбиновани ефекат земљотреса и пљачке уништио је ово, као и сва друга веома велика дела из овог периода која су могла постојати.
Након освајања Александра Великог, грчка култура се проширила чак до Индије, што су открила ископавања Аи-Кханума у источном Авганистану и цивилизација Грка-Бактријаца и Индо-Грка. Грчко-будистичка уметност представљала је синкретизам између грчке уметности и визуелног израза будизма. Открића направљена од краја 19. века око (сада потопљеног) древног египатског града Александрије укључују приказ Изиде из 4. века пре нове ере. Приказ је необично сензуалан за приказе египатске богиње, као и неуобичајено детаљан и женствен, обележавајући комбинацију египатских и хеленистичких облика у време када је Александар Велики освојио Египат.

У Гои, Индија, пронађене су статуе Буде у грчком стилу. Оне се приписују грчким преобраћеницима у будизам, од којих су се многи настанили у Гои током хеленистичког времена.
- Хеленистички принц, бронзана статуа за коју се првобитно сматрало да је Селеукид или Атал II од Пергама, сада се сматра портретом римског генерала, коју је направио грчки уметник који је радио у Риму у 2. веку пре нове ере.
- Ника са Самотраке (хеленистичка), Лувр, Париз
- Гробни споменик умирућег Адониса, полихромна теракота, 250-100. п. н. е.
- Фрагмент мермерног рељефа са приказом Коре, 3. век пре нове ере, из Пантикапеја, Таурица (Крим), Босфорско царство
- Старогрчка глава младића од теракоте, пронађена у Таренту, око 300 п. н. е, Музеј Берлин.
- Женска глава са вазом (лекит), око 325-300. п. н. е.
- Бронзани портрет непознатог лика, са уметнутим очима, хеленистички период, 1. век пре нове ере, пронађен у језеру Палестра на острву Делос.
- Надгробни споменик жене са дететом робом који је прати, око 100. п. н. е. (рани период римске Грчке)

## Култне фигуре
Сви древни грчки и римски храмови обично су садржавали култну фигуру - идол у цели. Приступ цели је био различит, али осим свештеника, барем неки од верника су могли да приступе цели неко време, иако су се жртве божанству обично приносиле на олтарима испред храма (теменос на грчком). Неки култни прикази били су лако уочљиви и били су оно што бисмо назвали главним туристичким атракцијама. Фигура је обично имала облик статуе божанства, првобитно мање од природне величине, а затим обично у природној величини, али у неким случајевима много пута већи од природне величине, од мермера или бронзе, или у посебно престижном облику хризелефантинске технике са плочама од слоноваче за видљиве делове тела и златом за одећу, око дрвеног оквира. Најпознатије грчке култне фигуре биле су овог типа, укључујући Зевсову статуу у Олимпији и Фидијину Атину Партенос у Партенону у Атини, обе колосалне статуе сада потпуно изгубљене. Ископани су фрагменти две хризелефантинске статуе из Делфа. Култни прикази су углавном имали или су носили идентификационе атрибуте, што је један од начина да се разликују од многих других статуа божанстава у храмовима и другим локацијама.
Акролит је био још један композитни облик који штеди трошкове, са дрвеним телом. Ксоанон је била примитивна и симболична фигура, обично у дрвету, неке можда упоредиве са хиндуистичким лингамом, иако је најстарија култна фигура из грчког света, минојски Палаикастро Курос, веома софистицирана. Многе ксоане су задржане и поштоване због своје старости у каснијим периодима; често су биле довољно лагане да се носе у процесијама. Многе грчке статуе добро познате по римским мермерним копијама су првобитно биле храмске култне фигуре, које се у неким случајевима, као што је Аполон Барберини, могу веродостојно идентификовати. Преживело је врло мало стварних оригинала, на пример бронзана Пирејска Атина (висока 2,35 метара, укључујући шлем).
У грчкој и римској митологији, „паладијум“ је био симбол великог значаја, од кога се сматрало да зависи безбедност града, посебно дрвене коју су Одисеј и Диомед украли из цитаделе Троје и коју је касније Енејоднео у Рим.

## Огртачи

### Женски
- Статуа Артемиде која се зове Дијана од Габије. Мермер, период римског царства (под Тиберијевом владавином, 14 – 37 н.е.). Пронашао је Г. Хамилтон 1792. године у Габију, Италија.
- Атена типа Ђустинијани. Мермер, римска копија према грчком оригиналу из касног 5. века пре нове ере.
- Жена која носи хитон. Паријски мермер, римско уметничко дело, вероватно по хеленистичком моделу музе која свира на лири. Пронађен у подземној комори у Хорти Ламијани, 1874.

### Мушки
- Хермесова статуа без главе са огртачем. Мермер, римска копија из 1. века нове ере према бронзаном оригиналу из 5. века пре нове ере.
- Партенонски фриз

## Менискоси
Менискос (грчки: μηνισκος) је бронзани диск постављен изнад неких грчких статуа на гвозденом ексеру избушеном кроз главу статуе.
Пошто су многе грчке статуе биле изложене напољу, менискоси су служили једноставној сврси да спрече накупљање птичјих измета на статуи.